# Intruder (Lied)
Intruder ist ein Lied des britischen Pop-Rock-Musikers Peter Gabriel. Es wurde am 30. Mai 1980 auf seinem dritten regulären Solo-Studioalbum mit dem Namen Peter Gabriel veröffentlicht.

## Hintergrund
Der Song war der erste, in dem der von Hugh Padgham und Phil Collins entwickelte Gated Reverb-Schlagzeug-Sound zum Einsatz kam, wobei Collins den Schlagzeugpart des Songs übernahm. Der Gated-Drum-Effekt wurde später in Collins eigenem Song In the Air Tonight und Mama von Genesis verwendet und tauchte in den 1980er Jahren häufig in Liedern wie Let’s Dance von David Bowie und Some Like It Hot von der Supergroup Power Station auf.
Gabriel nennt die Arbeit des US-amerikanischen Dirigenten und Komponisten Bernard Herrmann und des britischen Filmregisseurs, Drehbuchautors, Filmproduzenten und Filmeditors Alfred Hitchcock als Einflüsse für diesen Song.

## Aufnahme
Der Gated-Drum-Sound, der sich durch den ganzen Song zieht, wurde von Hugh Padgham zufällig entdeckt, als er in den Townhouse Studios mit einer frühen Konsole von Solid State Logic (SSL) arbeitete, die in jedem Kanal Noise Gates und Kompressoren eingebaut hatte.  Das lag an einem umgekehrten Talkback-Mikrofon, das stark komprimiert war – der unglaubliche Sound kam heraus, wenn Phil Collins Schlagzeug spielte, nachdem er gesprochen hatte.

## Inhalt, Bedeutung und Komposition
Das Album startet mit dem hartem, monotonem, aber zugleich treibendem Drumrhythmus von Phil Collins und mit einer düsteren, unheimlichen Stimmung werden die Gefühle eines Einbrechers aufgegriffen. Unheilvolle Schreie jagen einem Gänsehaut über den Rücken, ehe mit raunender Stimme der Intruder, der Eindringling zu sprechen beginnt. Im Zentrum steht dabei das Sinnieren über den Akt des Einbruchs selbst und die Erregung, die er bei der stillen Begegnung mit dem Opfer empfindet. Ein eindringlicher Song, der einem unter die Haut geht, der aber auch mit seiner Rhythmusorientierung für die neue Zielrichtung in Gabriels Wirken steht.

## Eindringling
Von diesem Lied wurde wie von allen anderen Liedern des Albums Peter Gabriel (Melt) eine deutschsprachige Version unter dem Titel Eindringling  kreiert, die am 2. Juni 1980 auf dem Album Ein deutsches Album in Westdeutschland erschien. Gabriel singt darauf selbst den von Horst Königstein auf Deutsch übersetzten Text. Peter Gabriel arbeitete sorgfältig mit Horst Königstein zusammen, um sicherzustellen, dass der deutschsprachige Text mehr ist als eine einfache Übersetzung des englischsprachigen Originals. Die Sprache vermittelt nicht nur die Bedeutung und die beabsichtigte Bildsprache des ursprünglichen Songs, sondern ermöglicht es den Worten auch, zur Musikalität des Liedes beizutragen.

## Andere Versionen
Das Lied wurde von Gabriel in den frühen 80er Jahren oft live gespielt und ist auf seinem ersten Livealbum Plays Live von 1983 enthalten. Es erschien auch auf Gabriels neuntem Studioalbum New Blood von 2011 in einer sinfonischen Version zusammen gespielt mit dem New-Blood-Orchester. Auf der The New Blood Tour 2011 wurde das Lied mit dem Orchester live gespielt und am 23. April 2023 auf dem Livealbum Live Blood sowie den beiden Konzertfilmen Live in Verona – Scratch My Back and Taking The Pulse am 26. September 2010 und New Blood: Live in London am 24. Oktober 2011 veröffentlicht.

## Coverversionen
1992 nahm die Rockband Primus eine Coverversion des Songs auf und machte ihn zum Eröffnungssong ihrer EP mit dem Namen Miscellaneous Debris.
Im Jahr 2013 nahm die amerikanische Industrial-Rock-Band Iron Lung Corp eine Version des Songs auf, die als erstes Stück auf dem Coveralbum Body Snatchers erschien.

## Mitwirkende

### Musiker
- Phil Collins – Schlagzeug, Trommelmuster
- Larry Fast – Synthesizer
- Peter Gabriel – Haupt- und Begleitgesang, Piano, Pfeifen
- Morris Pert – Xylophon, Glocke
- David Rhodes – E-Gitarre, Begleitgesang

### Technisches Personal
- Peter Gabriel – Songwriter
- Steve Lillywhite – Produktion
- Hugh Padgham – Toningenieur